# Portugal en el Festival de la Canción de Eurovisión 2022
Portugal participó en el LXV Festival de la Canción de Eurovisión, celebrado en Turín, Italia del 10 al 14 de mayo de 2022, tras la victoria de Måneskin con la canción «Zitti e buoni». La RTP, radiodifusora encargada de la participación lusa dentro del festival, se encargó de organizar el tradicional Festival da Canção como final nacional del país. Tras la realización de dos semifinales y una final, en la que concursaron 20 canciones compuestas por 20 compositores invitados por la RTP, fue elegida la balada indie «Saudade, saudade», interpretada por MARO y compuesto por ella misma junto a John Blanda. La cantante obtuvo el máximo posible de 24 puntos, siendo la opción predilecta del televoto y el panel del jurado regional.
Desde la elección de MARO como representante lusa en el concurso y hasta la jornada de ensayos, Portugal se ubicó como uno de los favoritos menores para el triunfo en el concurso, fluctuando entre los puestos 8 y 13. Una vez realizadas las semifinales y conociéndose los 25 finalistas, Portugal cayó hasta el lugar 16 en las apuestas un día antes de la final.
Finalmente en el festival, Portugal se clasificó en la primera semifinal tras ubicarse en 4.º lugar con 208 puntos, uno de sus mejores resultados dentro de una semifinal. Cuatro días más tarde, en la gran final, Portugal finalizó en la 9.ª posición con 207 puntos, siendo la 11.ª ocasión para el país ibérico que se colocaba dentro del Top 10 del festival.

## Historia de Portugal en el Festival
Portugal debutó en el Festival de 1964, participando desde entonces en 52 ocasiones. Desde su debut, Portugal es uno de los países con los peores resultados dentro del concurso, habiéndose colocado solamente en una ocasión dentro del Top 5 y en diez dentro del Top 10. Desde la introducción de las semifinales en 2004, Portugal solo ha avanzado en 5 ocasiones a la final. Sin embargo, Portugal ha vencido en una ocasión el concurso: en la edición de 2017, con la canción de influencia jazz «Amar pelos dois» interpretada por Salvador Sobral y compuesta por su hermana Luísa Sobral. Además, el tema obtuvo 758 puntos, la puntuación más grande de la historia.
En 2021, los ganadores del Festival da Canção The Black Mamba, se colocaron en 12.ª posición con 153 puntos en la gran final, con el tema «Love Is On My Side».

## Representante para Eurovisión

### Festival da Canção 2022
El Festival da Canção de 2022, fue la 56° edición del prestigioso festival portugués. Portugal confirmó su participación en el Festival de Eurovisión 2021 el 8 de septiembre de 2021, abriendo el plazo de recepción de canciones para el festival luso. La competencia tuvo lugar durante una semana,  iniciando con las dos semifinales el 5 y 7 de marzo de 2022, con la participación de 20 intérpretes.
La final del festival, tuvo lugar el 12 de marzo. Participaron los 10 clasificados de las semifinales siendo sometidos a votación, compuesta por la votación de 7 jurados provenientes de las 7 regiones del país (50%) y la votación del público (50%). Tras la votación, la cantante MARO consiguió un total de 24 puntos tras ser la opción predilecta tanto del jurado regional como del televoto. De esta forma, la cantante se convirtió en la 53° representante de Portugal en Eurovisión con la canción indie pop «Saudade, saudade». La canción, que es dedicada a su abuelo fallecido, combina el portugués con el inglés, logrando este último idioma su segunda victoria consecutiva en el Festival tras la apertura a este idioma que significó la victoria de The Black Mamba el año anterior.
| N.º | Artista            | Canción                     | Jurado | Televoto | Lugar | Puntos |
| --- | ------------------ | --------------------------- | ------ | -------- | ----- | ------ |
| 1   | Pongo e Tristany   | «Dégrá.dê»                  | 7      | 3        | 6     | 10     |
| 2   | SYRO               | «Ainda nos temos»           | 3      | 6        | 9     | 9      |
| 3   | Milhanas           | «Corpo de mulher»           | 8      | 2        | 7     | 10     |
| 4   | Inês Homem de Melo | «Fome de viagem»            | 2      | 7        | 8     | 9      |
| 5   | Aurea              | «Why?»                      | 6      | 5        | 5     | 11     |
| 6   | Os Quatro e Meia   | «Amanhã»                    | 4      | 10       | 2     | 14     |
| 7   | FF                 | «Como é bom esperar alguém» | 6      | 8        | 3     | 14     |
| 8   | Diana Castro       | «Ginger Ale»                | 10     | 4        | 4     | 14     |
| 9   | MARO               | «Saudade saudade»           | 12     | 12       | 1     | 24     |
| 10  | Pepperoni Passion  | «Código 30»                 | 1      | 1        | 10    | 2      |

## En Eurovisión
De acuerdo a las reglas del festival, todos los concursantes iniciaron desde las semifinales, a excepción del anfitrión (en este caso, Italia) y el Big Five compuesto por Alemania, España, Francia, la misma Italia y Reino Unido. En el sorteo realizado el 25 de enero de 2022, Portugal fue sorteada en la primera semifinal del festival. En este mismo sorteo, se determinó que participaría en la segunda mitad de la semifinal (posiciones 10-18). Semanas después, ya conocidos los artistas y sus respectivas canciones participantes, la producción del programa dio a conocer el orden de actuación, determinando que el país participaría en la décima posición, precedida por Moldavia y seguida por Croacia.
Los comentarios para Portugal corrieron por parte de Nuno Galopim en la transmisión por televisión, tanto en el canal local RTP1 como en RTP África y RTP Internacional. El portavoz de la votación del jurado profesional portugués fue el vocalista de la banda The Black Mamba, participantes por Portugal en el Festival de Eurovisión de 2021, Pedro Tatanka.

### Semifinal 1

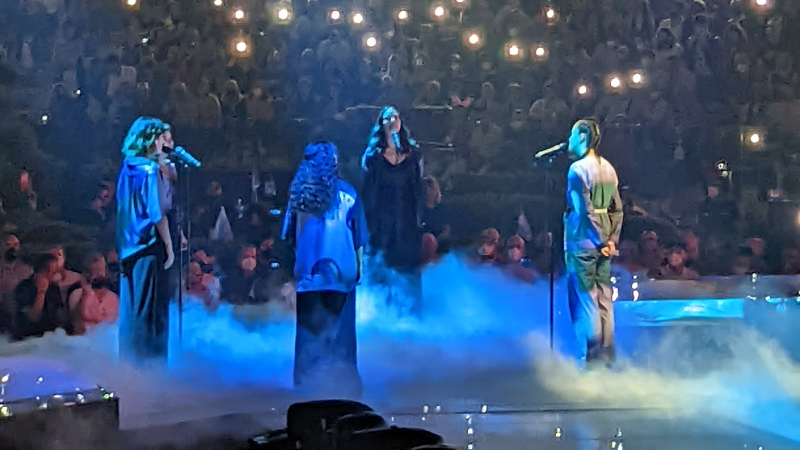
MARO y sus coristas durante la primera semifinal.

MARO tomó parte de los ensayos los días 1 y 4 de mayo así como de los ensayos generales con vestuario de la primera semifinal los días 9 y 10 de mayo. El ensayo general de la tarde del 9 fue tomado en cuenta por los jurados profesionales para emitir sus votos, que representaron el 50% de los puntos. Portugal se presentó en la posición 10, detrás de Croacia y por delante de Moldavia. 
La actuación portuguesa se mantuvo similar a la puesta en escena presentada en el Festival da Canção. MARO fue acompañada por cinco coristas: Carolina Leite, Beatriz Fonseca y Beatriz Pessoa que ya habían acompañado a MARO en la final nacional y Diana Castro y Milhanas, participantes del Festival da Cancão de este año que se posicionaron en 4° y 7° lugar respectivamente. Las 6 actuaron encima de la pastilla central del escenario formando un círculo con MARO dando la cara hacia el público. El escenario mantuvo una atmósfera intimista con el uso de humo en el suelo del escenario, la iluminación en semipenumbra usando luces puntuales en color azul y planos cortos enfocando a las intérpretes teniendo de fondo al público con las luces encendidas de sus teléfonos celulares.
Al final del show, Portugal fue anunciada como uno de los 10 países finalistas. Los resultados revelados una vez terminado el festival posicionaron a Portugal en 4.ª posición de la semifinal con 208 puntos: 121 puntos del jurado profesional que la ubicaron en 4° lugar (incluyendo los 12 puntos de Croacia) y 87 del televoto que la ubicaron en 6° lugar. Esta clasificación significó la sexta vez que Portugal avanza en una semifinal, siendo la segunda ocasión consecutiva y la tercera desde su regreso al festival en 2017. 

### Final
Durante la rueda de prensa de los ganadores de la primera semifinal, se realizó el sorteo en el que se decidió en que mitad participaría cada finalista. Portugal fue sorteada para participar en la primera mitad de la final (posiciones 1-13). El orden de actuación revelado durante la madrugada del viernes 21 de mayo, decidió que Portugal debía actuar en la posición 3 por delante de Rumania y detrás de Finlandia. MARO tomó parte de los ensayos generales con vestuario de la final los días 13 y 14 de mayo. El ensayo general de la tarde del 13 fue tomado en cuenta por los jurados profesionales para emitir sus votos, que representaron el 50% de los puntos.
Durante la votación final, Portugal se colocó en 5° lugar en la votación del jurado profesional con 171 puntos, recibiendo como máximo los 10 puntos de los jurados de 4 países. Posteriormente, se anunció su puntuación en la votación del televoto: 36 puntos que la colocaron en el lugar 15. Finalmente, MARO se colocó en 9.ª posición en la sumatoria final con 207 puntos, convirtiéndose en la decimoprimera vez que el país luso se ubica en el Top 10 del concurso.

### Votación

#### Puntuación a Portugal

##### Semifinal 1
| Jurado                                   | Jurado                                       | Jurado                         | Jurado                           | Jurado                                       |
| 12 puntos                                | 10 puntos                                    | 8 puntos                       | 7 puntos                         | 6 puntos                                     |
| ---------------------------------------- | -------------------------------------------- | ------------------------------ | -------------------------------- | -------------------------------------------- |
| - Croacia                                | - Armenia - Austria - Noruega - Países Bajos | - Dinamarca - Ucrania          | - Lituania                       | - Eslovenia - Francia - Islandia             |
| 5 puntos                                 | 4 puntos                                     | 3 puntos                       | 2 puntos                         | 1 punto                                      |
| - Bulgaria - Grecia - Letonia - Moldavia | - Albania - Suiza                            |                                |                                  |                                              |
| Televoto                                 |                                              |                                |                                  |                                              |
| 12 puntos                                | 10 puntos                                    | 8 puntos                       | 7 puntos                         | 6 puntos                                     |
| - Suiza                                  |                                              | - Armenia - Francia - Lituania |                                  | - Bulgaria - Italia - Letonia - Países Bajos |
| 5 puntos                                 | 4 puntos                                     | 3 puntos                       | 2 puntos                         | 1 punto                                      |
| - Albania                                | - Moldavia - Ucrania                         | - Dinamarca - Grecia           | - Eslovenia - Islandia - Noruega | - Austria - Croacia                          |

##### Final
| Jurado                                         | Jurado                                  | Jurado                                          | Jurado                                                        | Jurado                       |
| 12 puntos                                      | 10 puntos                               | 8 puntos                                        | 7 puntos                                                      | 6 puntos                     |
| ---------------------------------------------- | --------------------------------------- | ----------------------------------------------- | ------------------------------------------------------------- | ---------------------------- |
|                                                | - Austria - Croacia - Noruega - Ucrania | - Armenia - Dinamarca - Lituania - Países Bajos | - Azerbaiyán - Estonia - Georgia - Polonia - Rumania - Serbia | - Australia - Letonia        |
| 5 puntos                                       | 4 puntos                                | 3 puntos                                        | 2 puntos                                                      | 1 punto                      |
| - Bélgica - Islandia - República Checa - Suiza | - Bulgaria - Irlanda - Montenegro       | - Eslovenia - Grecia - Reino Unido              | - Moldavia                                                    | - Albania - Francia          |
| Televoto                                       |                                         |                                                 |                                                               |                              |
| 12 puntos                                      | 10 puntos                               | 8 puntos                                        | 7 puntos                                                      | 6 puntos                     |
|                                                |                                         |                                                 | - Lituania - Suiza                                            | - Francia                    |
| 5 puntos                                       | 4 puntos                                | 3 puntos                                        | 2 puntos                                                      | 1 punto                      |
| - Montenegro                                   | - Armenia - España                      |                                                 |                                                               | - Bélgica - Italia - Polonia |

#### Votación realizada por Portugal
| Puntos    | Jurado       | Televoto     |
| --------- | ------------ | ------------ |
| 12 puntos | Letonia      | Ucrania      |
| 10 puntos | Islandia     | Moldavia     |
| 8 puntos  | Países Bajos | Países Bajos |
| 7 puntos  | Ucrania      | Noruega      |
| 6 puntos  | Lituania     | Lituania     |
| 5 puntos  | Grecia       | Armenia      |
| 4 puntos  | Suiza        | Grecia       |
| 3 puntos  | Armenia      | Dinamarca    |
| 2 puntos  | Noruega      | Islandia     |
| 1 punto   | Moldavia     | Croacia      |

| Puntos    | Jurado       | Televoto     |
| --------- | ------------ | ------------ |
| 12 puntos | España       | Ucrania      |
| 10 puntos | Reino Unido  | España       |
| 8 puntos  | Ucrania      | Moldavia     |
| 7 puntos  | Países Bajos | Suecia       |
| 6 puntos  | Islandia     | Reino Unido  |
| 5 puntos  | Lituania     | Serbia       |
| 4 puntos  | Grecia       | Países Bajos |
| 3 puntos  | Serbia       | Italia       |
| 2 puntos  | Suiza        | Noruega      |
| 1 punto   | Armenia      | Lituania     |

##### Desglose
El jurado portugués estuvo compuesto por:
- Cláudia Pascoal
- Joana Espadinha
- Paulo Castelo
- Pedro Granger
- Rita Guerra

| Semifinal 1 | Semifinal 1  | Semifinal 1                | Semifinal 1                | Semifinal 1                | Semifinal 1                | Semifinal 1                | Semifinal 1                | Semifinal 1                | Semifinal 1                | Semifinal 1                |
| N.º         | País         | Jurado                     | Jurado                     | Jurado                     | Jurado                     | Jurado                     | Jurado                     | Jurado                     | Televoto                   | Televoto                   |
| N.º         | País         | Jurado A                   | Jurado B                   | Jurado C                   | Jurado D                   | Jurado E                   | Ranking                    | Puntos                     | Ranking                    | Puntos                     |
| ----------- | ------------ | -------------------------- | -------------------------- | -------------------------- | -------------------------- | -------------------------- | -------------------------- | -------------------------- | -------------------------- | -------------------------- |
| 01          | Albania      | 16                         | 16                         | 16                         | 12                         | 12                         | 16                         |                            | 14                         |                            |
| 02          | Letonia      | 3                          | 1                          | 2                          | 5                          | 1                          | 1                          | 12                         | 12                         |                            |
| 03          | Lituania     | 4                          | 10                         | 12                         | 2                          | 2                          | 5                          | 6                          | 5                          | 6                          |
| 04          | Suiza        | 8                          | 2                          | 8                          | 14                         | 6                          | 7                          | 4                          | 11                         |                            |
| 05          | Eslovenia    | 9                          | 15                         | 9                          | 13                         | 15                         | 14                         |                            | 13                         |                            |
| 06          | Ucrania      | 12                         | 3                          | 1                          | 8                          | 5                          | 4                          | 7                          | 1                          | 12                         |
| 07          | Bulgaria     | 11                         | 13                         | 13                         | 16                         | 16                         | 15                         |                            | 16                         |                            |
| 08          | Países Bajos | 2                          | 6                          | 5                          | 4                          | 7                          | 3                          | 8                          | 3                          | 8                          |
| 09          | Moldavia     | 14                         | 4                          | 14                         | 15                         | 8                          | 10                         | 1                          | 2                          | 10                         |
| 10          | Portugal     | -------------------------- | -------------------------- | -------------------------- | -------------------------- | -------------------------- | -------------------------- | -------------------------- | -------------------------- | -------------------------- |
| 11          | Croacia      | 10                         | 11                         | 7                          | 10                         | 14                         | 13                         |                            | 10                         | 1                          |
| 12          | Dinamarca    | 6                          | 14                         | 11                         | 9                          | 11                         | 12                         |                            | 8                          | 3                          |
| 13          | Austria      | 15                         | 12                         | 15                         | 3                          | 13                         | 11                         |                            | 15                         |                            |
| 14          | Islandia     | 1                          | 5                          | 10                         | 1                          | 3                          | 2                          | 10                         | 9                          | 2                          |
| 15          | Grecia       | 5                          | 9                          | 3                          | 6                          | 4                          | 6                          | 5                          | 7                          | 4                          |
| 16          | Noruega      | 13                         | 8                          | 4                          | 11                         | 10                         | 9                          | 2                          | 4                          | 7                          |
| 17          | Armenia      | 7                          | 7                          | 6                          | 7                          | 9                          | 8                          | 3                          | 6                          | 5                          |

| Final | Final           | Final                      | Final                      | Final                      | Final                      | Final                      | Final                      | Final                      | Final                      | Final                      |
| N.º   | País            | Jurado                     | Jurado                     | Jurado                     | Jurado                     | Jurado                     | Jurado                     | Jurado                     | Televoto                   | Televoto                   |
| N.º   | País            | Jurado A                   | Jurado B                   | Jurado C                   | Jurado D                   | Jurado E                   | Ranking                    | Puntos                     | Ranking                    | Puntos                     |
| ----- | --------------- | -------------------------- | -------------------------- | -------------------------- | -------------------------- | -------------------------- | -------------------------- | -------------------------- | -------------------------- | -------------------------- |
| 01    | República Checa | 17                         | 7                          | 16                         | 19                         | 11                         | 16                         |                            | 22                         |                            |
| 02    | Rumania         | 24                         | 19                         | 23                         | 17                         | 13                         | 23                         |                            | 13                         |                            |
| 03    | Portugal        | -------------------------- | -------------------------- | -------------------------- | -------------------------- | -------------------------- | -------------------------- | -------------------------- | -------------------------- | -------------------------- |
| 04    | Finlandia       | 23                         | 22                         | 20                         | 12                         | 21                         | 24                         |                            | 16                         |                            |
| 05    | Suiza           | 9                          | 23                         | 10                         | 3                          | 12                         | 9                          | 2                          | 17                         |                            |
| 06    | Francia         | 18                         | 16                         | 11                         | 23                         | 16                         | 19                         |                            | 19                         |                            |
| 07    | Noruega         | 16                         | 18                         | 19                         | 9                          | 4                          | 13                         |                            | 9                          | 2                          |
| 08    | Armenia         | 8                          | 6                          | 13                         | 7                          | 15                         | 10                         | 1                          | 15                         |                            |
| 09    | Italia          | 15                         | 8                          | 21                         | 20                         | 8                          | 15                         |                            | 8                          | 3                          |
| 10    | España          | 6                          | 1                          | 2                          | 4                          | 2                          | 1                          | 12                         | 2                          | 10                         |
| 11    | Países Bajos    | 1                          | 3                          | 8                          | 10                         | 7                          | 4                          | 7                          | 7                          | 4                          |
| 12    | Ucrania         | 12                         | 12                         | 6                          | 1                          | 1                          | 3                          | 8                          | 1                          | 12                         |
| 13    | Alemania        | 22                         | 10                         | 24                         | 18                         | 24                         | 21                         |                            | 14                         |                            |
| 14    | Lituania        | 4                          | 4                          | 1                          | 16                         | 14                         | 6                          | 5                          | 10                         | 1                          |
| 15    | Azerbaiyán      | 7                          | 11                         | 9                          | 21                         | 19                         | 14                         |                            | 24                         |                            |
| 16    | Bélgica         | 11                         | 21                         | 12                         | 22                         | 22                         | 18                         |                            | 20                         |                            |
| 17    | Grecia          | 5                          | 14                         | 7                          | 8                          | 5                          | 7                          | 4                          | 18                         |                            |
| 18    | Islandia        | 3                          | 2                          | 5                          | 6                          | 20                         | 5                          | 6                          | 23                         |                            |
| 19    | Moldavia        | 20                         | 17                         | 14                         | 2                          | 17                         | 11                         |                            | 3                          | 8                          |
| 20    | Suecia          | 10                         | 5                          | 15                         | 15                         | 9                          | 12                         |                            | 4                          | 7                          |
| 21    | Australia       | 21                         | 15                         | 22                         | 13                         | 23                         | 22                         |                            | 21                         |                            |
| 22    | Reino Unido     | 2                          | 13                         | 3                          | 5                          | 3                          | 2                          | 10                         | 5                          | 6                          |
| 23    | Polonia         | 19                         | 24                         | 17                         | 11                         | 10                         | 17                         |                            | 11                         |                            |
| 24    | Serbia          | 13                         | 9                          | 4                          | 24                         | 6                          | 8                          | 3                          | 6                          | 5                          |
| 25    | Estonia         | 14                         | 20                         | 18                         | 14                         | 18                         | 20                         |                            | 12                         |                            |